# Cathédrale d'Udine
La cathédrale d'Udine ou cathédrale Notre-Dame-de-l'Annonciation (en italien : cattedrale di Santa Maria Annunziata), est une église catholique romaine d'Udine, en Italie, capitale de la région historique et géographique du Frioul, située dans la région autonome du Frioul-Vénétie Julienne. Il s'agit de la cathédrale de l'archidiocèse d'Udine.

## Histoire
En 1236, à la demande du patriarche Bertoldo d'Andechs-Merania, la cathédrale actuelle commence à être construite, dédiée à saint Ulrich d'Augsbourg et conçue sur des exemples franciscains. En 1257, le bâtiment est déjà utilisé pour le culte ; au fil des ans, divers changements sont apportés jusqu'à ce qu'en 1335, elle soit consacrée avec le titre de Santa Maria Maggiore (Sainte Marie Majeure).
Le séisme majeur de 1348 cause de sérieux dégâts à la cathédrale, mais n'arrête pas son activité religieuse, à tel point que plusieurs années s'écoulent avant que la reconstruction commence. D'après des documents connus, il ressort que ce n'est qu'en 1368 que le maître vénitien Pierpaolo dalle Masegne est appelé pour la restauration du bâtiment. Il renforce les murs, reconstruit la toiture et apporte des modifications à la façade, notamment le remplacement de la première rosace grandiose par celle encore visible, inscrite dans un carré et de taille plus réduite. Les deux petites rosaces, correspondant aux bas-côtés, sont également modifiées, les inscrivant dans des carrés et insérant un faux décor de loggia qui les relie.
Au XVIIIe siècle, la cathédrale est presque entièrement transformée par l'architecte Domenico Rossi. En 1735, une fois les travaux achevés, le patriarche Daniele Delfino reconsacre la cathédrale avec le nouveau nom de Santa Maria Annunziata. Au début du XXe siècle, une restauration tente de donner à la façade un aspect du XIVe siècle.

## Campanile
Le campanile est attaché à la cathédrale, une construction plutôt trapue reposant sur le baptistère préexistant, commencée en mars 1441 sur un projet de Cristoforo da Milano, tandis que les travaux sont supervisés par Bartolomeo delle Cisterne. Dans les projets initiaux, il aurait dû atteindre en hauteur le clocher du château d'Udine qui, construit sur une colline, atteint une hauteur beaucoup plus élevée ; à son sommet devait se trouver une Vierge qui, en dialogue avec l'ange placé tout en haut du clocher du château, aurait rappelé le thème chrétien de l' Annonciation. Du fait de l'audace du projet et surtout faute de matériaux de construction, le projet est bloqué et le clocher prend sa forme trapue actuelle. Le campanile abrite le musée du Duomo, largement dédié à la figure du bienheureux Bertrand de Saint-Geniès.

## Plan
1. - Portail
2. - Portail de la Rédemption
3. - Portail
4. - Portail du Couronnement
5. - Statues de l'Annonciation et de l'Archange Gabriel
6. - Clocher
7. - Arrière de la façade
8. - Chapelle de la Sainte Trinité

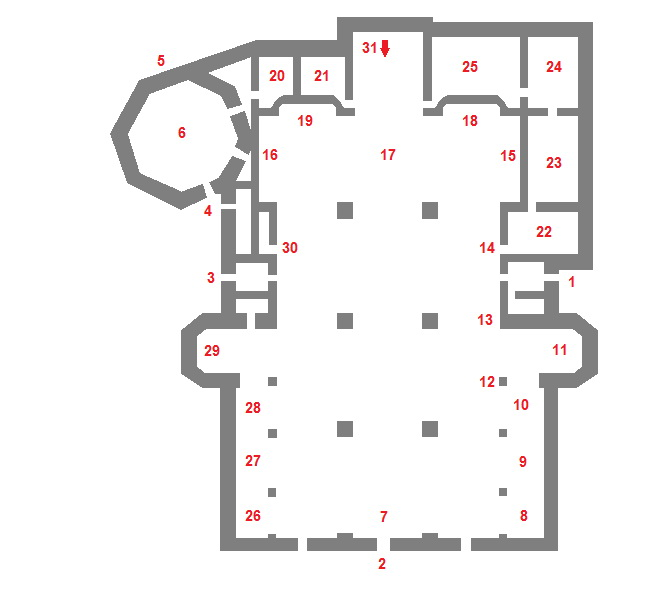
Plan.

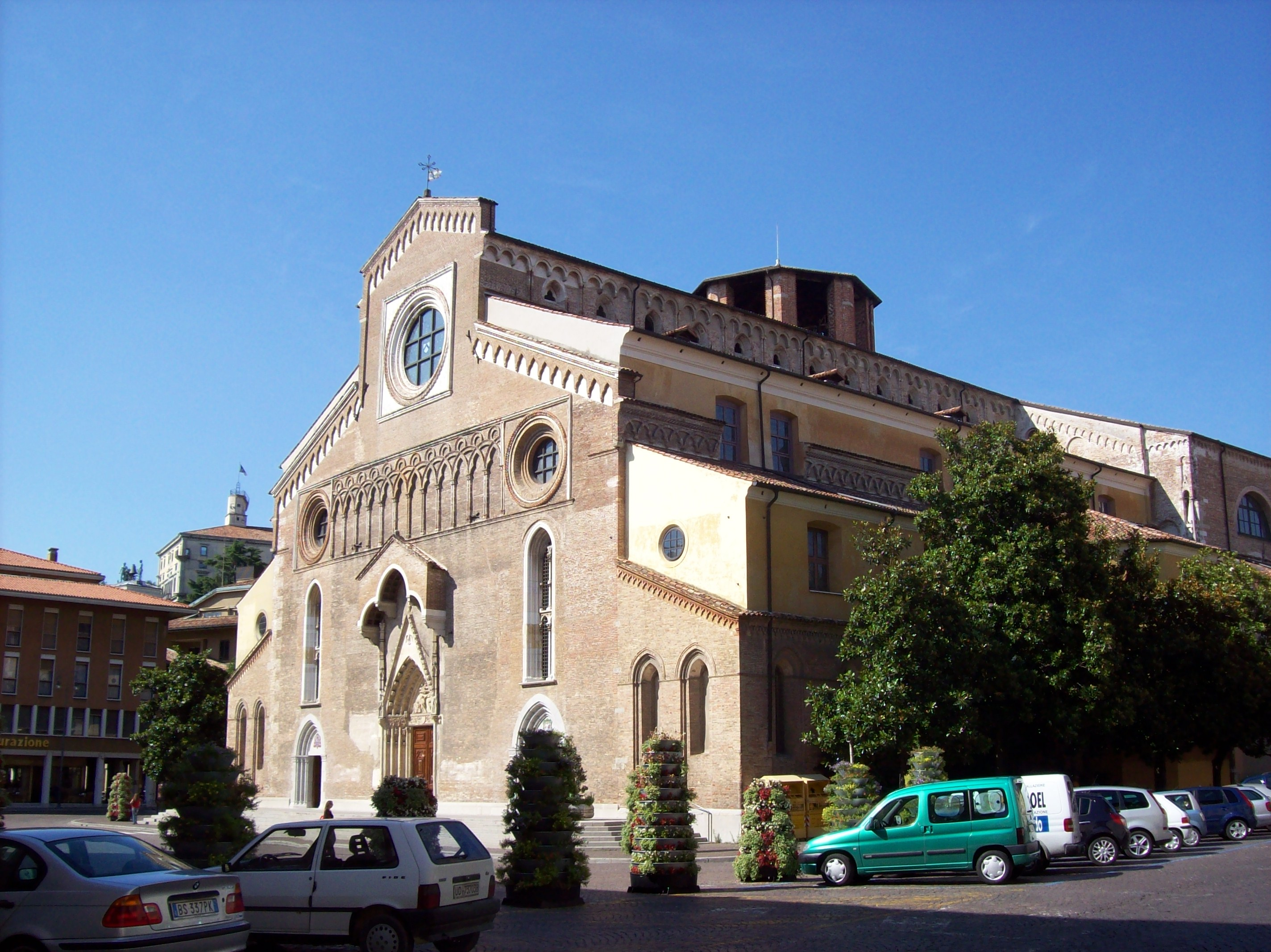
La cathédrale.

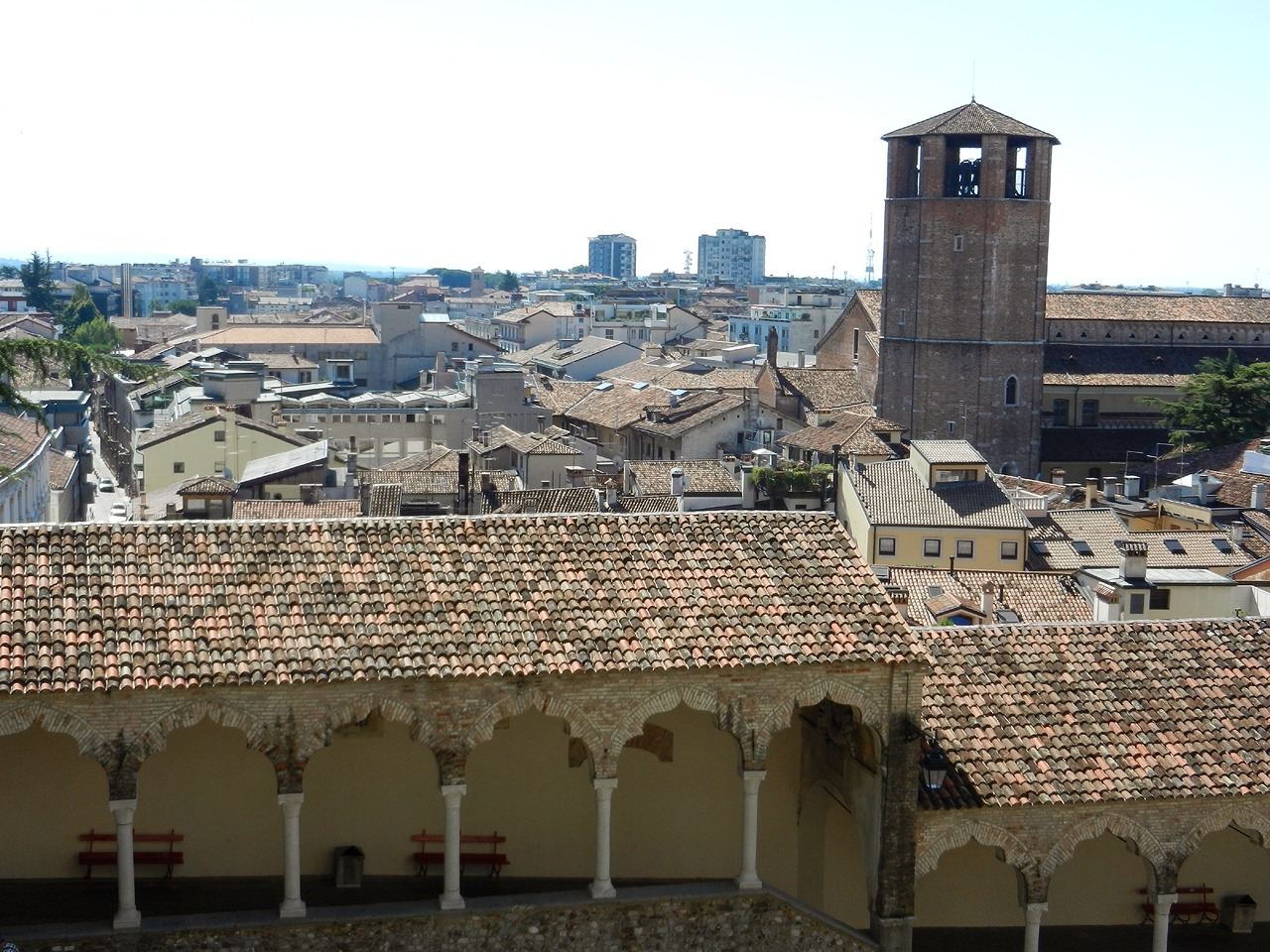
Le campanile.

9. - Chapelle des saints Hermagore et Fortunato
10. - Chapelle des saints Eustache et Jean Baptiste
11. - Chapelle du Saint-Sacrement
12. - Chaire
13. - Statue de l'évêque Zaccaria Bricito
14. - Orgue
15. - Mausolée Manin e
16. - Mausolée Manin e
17. - Maître-autel
18. - Autel du Nom de Marie
19. - Autel du Nom de Jésus
20. - Chapelle du Corps du Christ
21. - Chapelle de San Nicolò
22. - Sacristie
23. - Salle des Canons
24. - Salle de classe des descriptions de poste
25. - Sacristie en hiver (ou « iemale »)
26. - Chapelle Saint-Marc
27. - Chapelle Saint-Joseph
28. - Chapelle Notre-Dame de la Divine Providence
29. - Chapelle des Reliques
30. - Orgue
31. - Accès à la crypte

## Portails

### Portail de la Rédemption

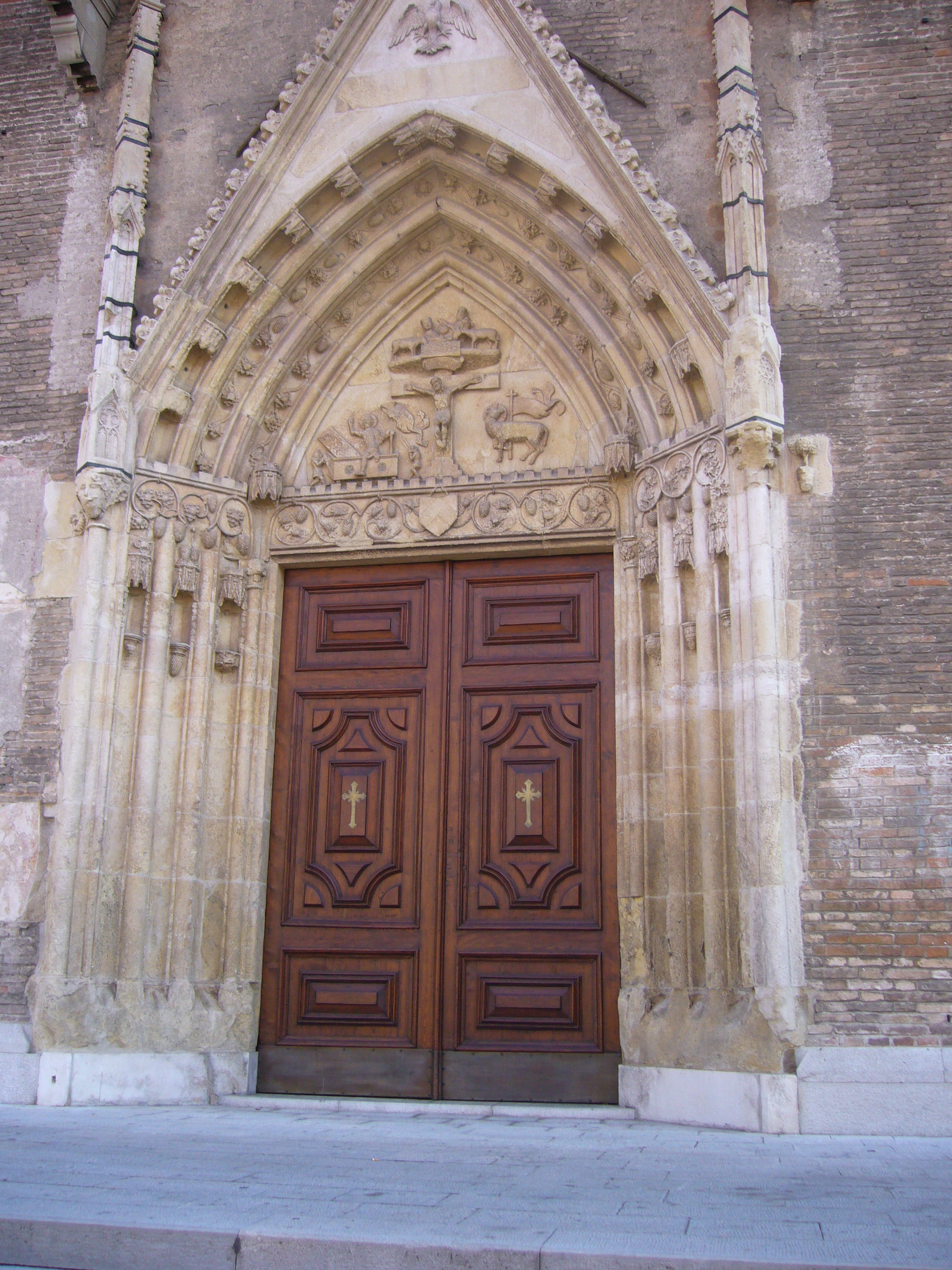
Portail de la Rédemption.

Le portail principal, dit de la Rédemption, est l'œuvre d'un maître allemand inconnu ; il date du XIVe siècle. Décoré de figures en haut-relief représentant la Rédemption, il est surmonté d'un arc en ogive, et est couronné d'un porche suspendu de 1926. L'ensemble est surmonté d'un pignon très pointu dans lequel se trouve l'aigle patriarcal.

### Portail du Couronnement
Le portail du Couronnement est la création d' un sculpteur allemand et a été réalisé entre 1395 et 1396. Malheureusement ses décorations sont très détériorées du fait de l'utilisation d'un type de pierre très sensible à l'action des intempéries et du smog. En procédant de bas en haut, sont représentés saint Zénon de Vérone, sainte Barbara, les armoiries de Francesco da Nimis, saint Pierre apôtre, les armoiries d'Udine, l'Annonciation, le Saint-Esprit, saint Antoine abbé et Marie Madeleine. Sur la gauche se trouvent également les armoiries de la Confraternité des Battuti et au sommet de l'arc l'Ecce homo.
Sur l'architrave qui soutient le tympan de l'arc sont représentés quelques récits de l'enfance de Jésus : la Nativité, l'adoration des mages, Hérode ordonne le massacre des innocents ; dans le tympan se trouve le Couronnement de la Vierge, scène prédominante  qui a donné son nom au portail.

### Statues de l'Annonciation et de l'Archange Gabriel
À l'extérieur du baptistère, le long de la face arrière sur la Via Vittorio Veneto, séparées par l'une des grandes fenêtres, se trouvent les deux statues de l' Annonciation et de l'Archange Gabriel, œuvres d'un artiste inconnu de la seconde moitié du XIVe siècle.

## Intérieur

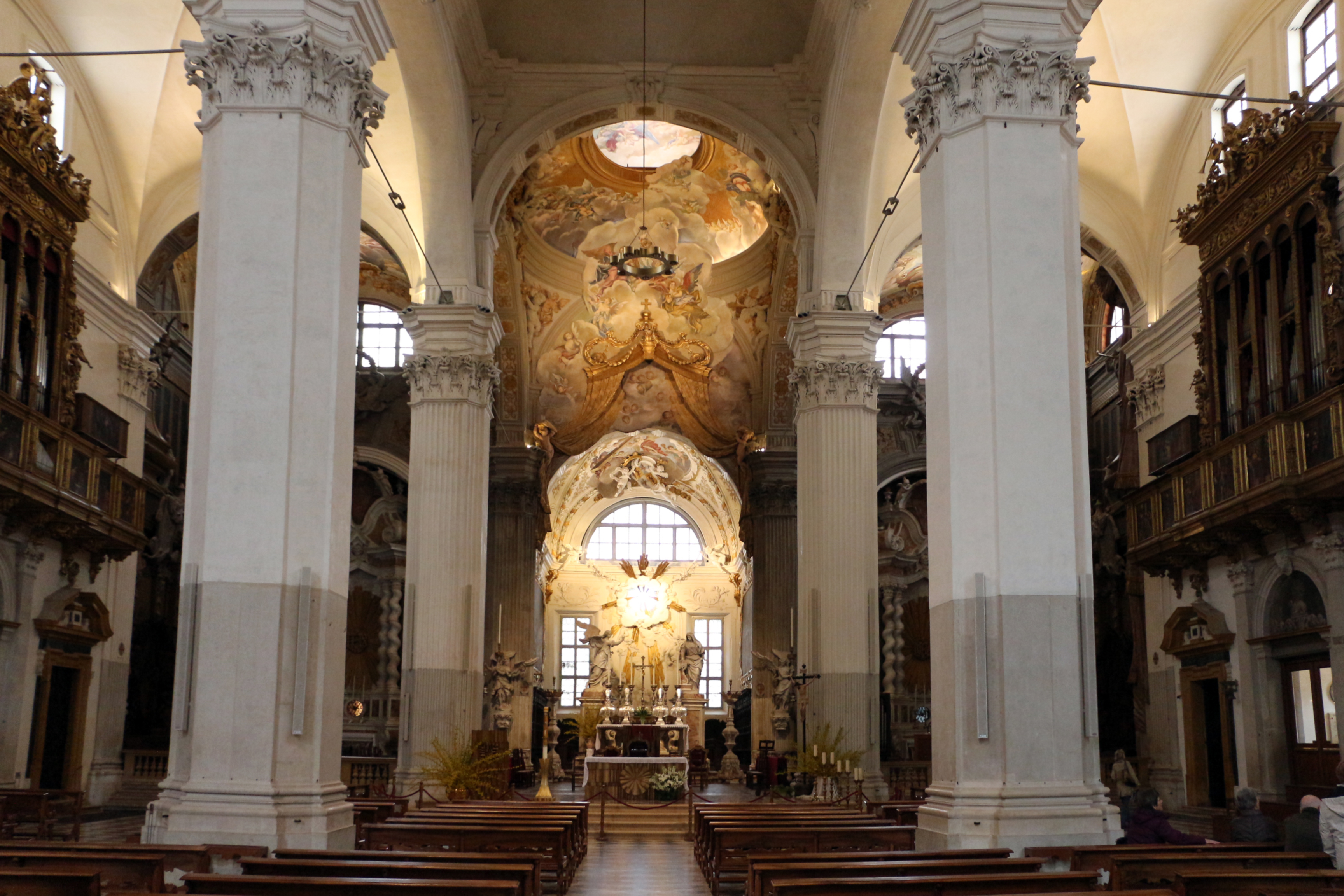
Nef centrale.

L'intérieur de la cathédrale, en forme de croix latine, est composé de trois nefs séparées par des piliers ; le long de chaque nef, 4 chapelles communicantes simulent deux autres nefs. Le style baroque prédomine, au point de créer un contraste saisissant avec l'extérieur romano-gothique à la suite des rénovations effectuées par la famille Manin.
Les monuments suivants sont disposés le long de la nef :
- Buste du pape Pie IX par Vincenzo Luccardi de 1858,
- Statue de l'archevêque Zaccaria Bricito, œuvre de Luigi Minisini de 1858,
- Chaire en bois avec piliers de soutien en marbre, conçue par Giuseppe Torretto à partir de 1737 ; sur la balustrade sont sculptées des scènes liées à la vie de saint Hermagore, protomartyr d'Aquilée. Les scènes, œuvre de Mattia Mauricer, élève de Torretto, représentent :
  - Saint Ermacore prêche aux fidèles ;
  - Saint Ermacore baptise les vierges d'Aquilée Thecla, Eufemia, Dorotea et Erasma ;
  - la Décapitation des Saints Ermacore et Fortunato.

Au-dessus du portail central se trouve la statue équestre du comte Daniele Antonini, mathématicien et homme de lettres, tué par un coup de canon lors du guerre de Gradisca (1616), œuvre est de Girolamo Paliario en bois doré.

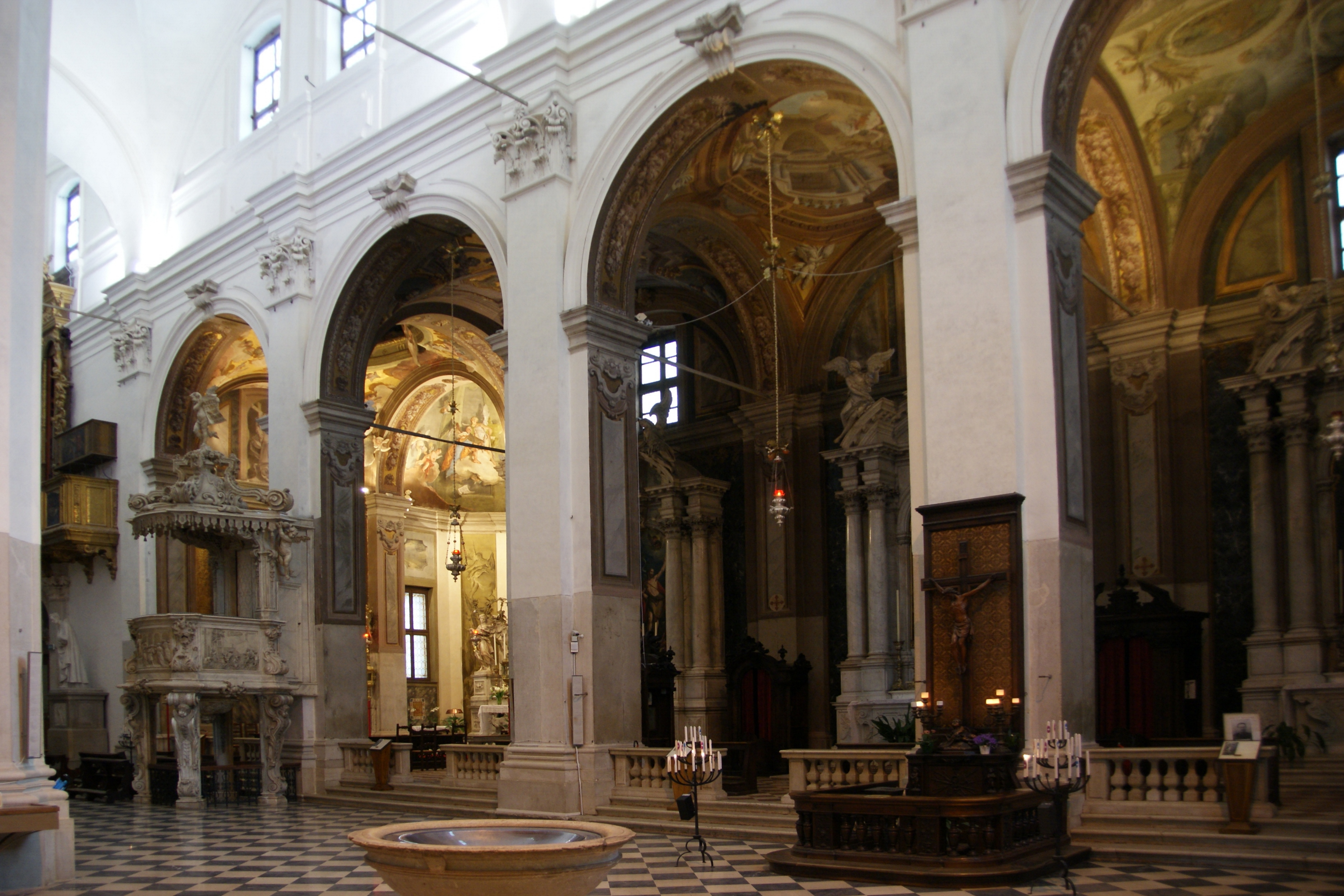
Nef latérale avec les chapelles latérales droites.
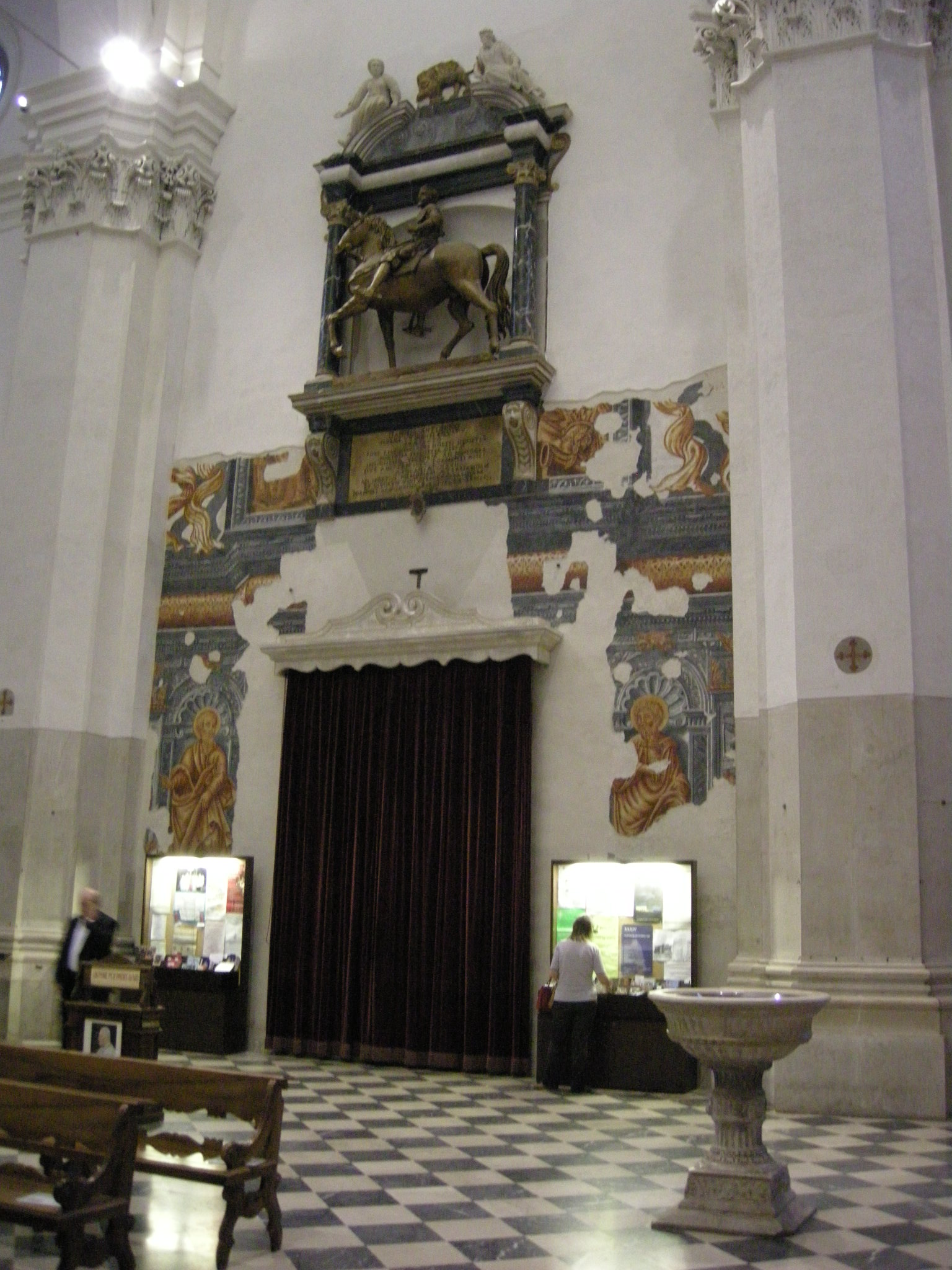
Envers de la façade avec le monument à Daniele Antonini.
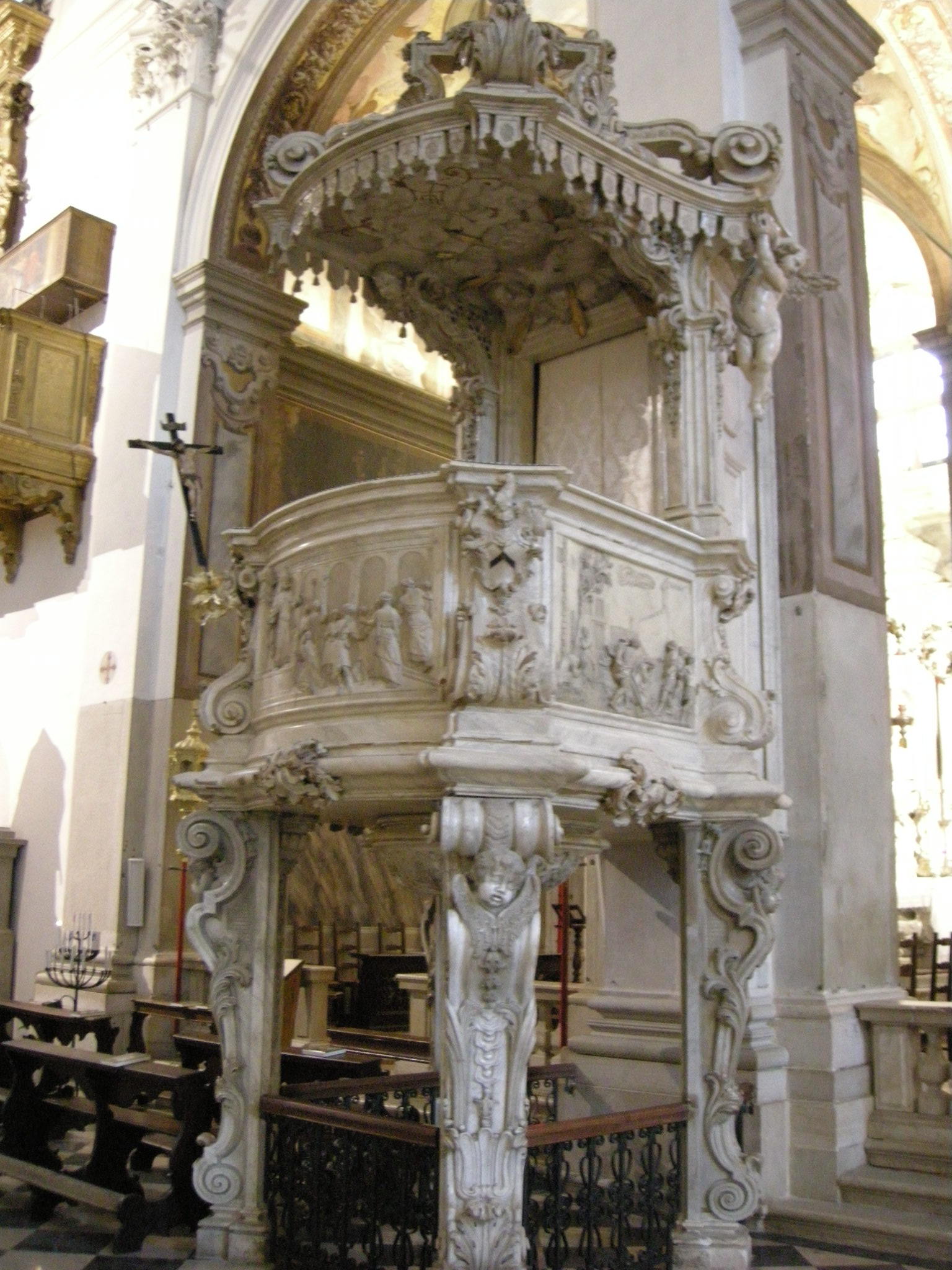
Chaire.
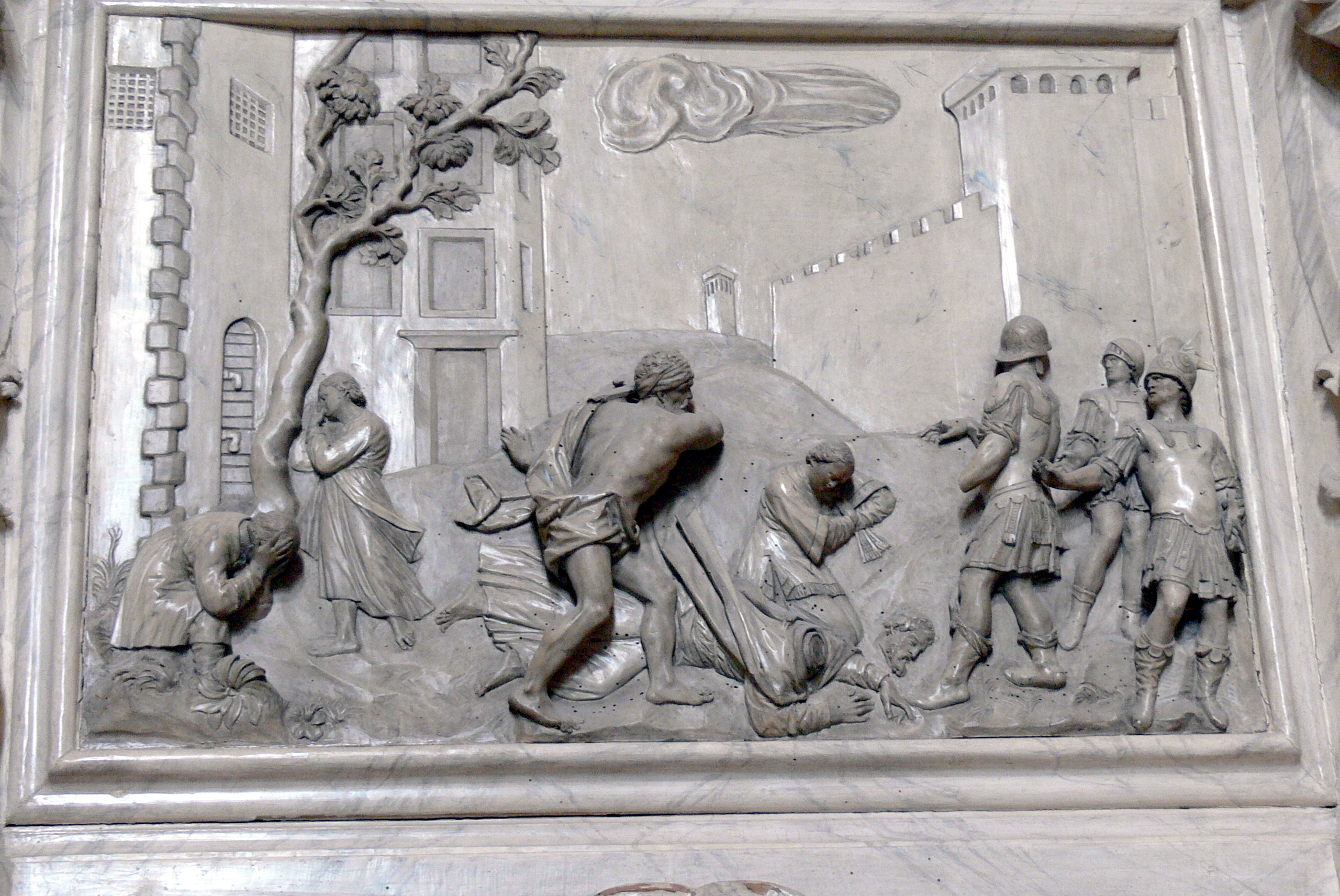
Décapitation des Saints Ermacore et Fortunato, une des scènes de la balustrade.

### Chapelles

#### Chapelle Saint-Marc

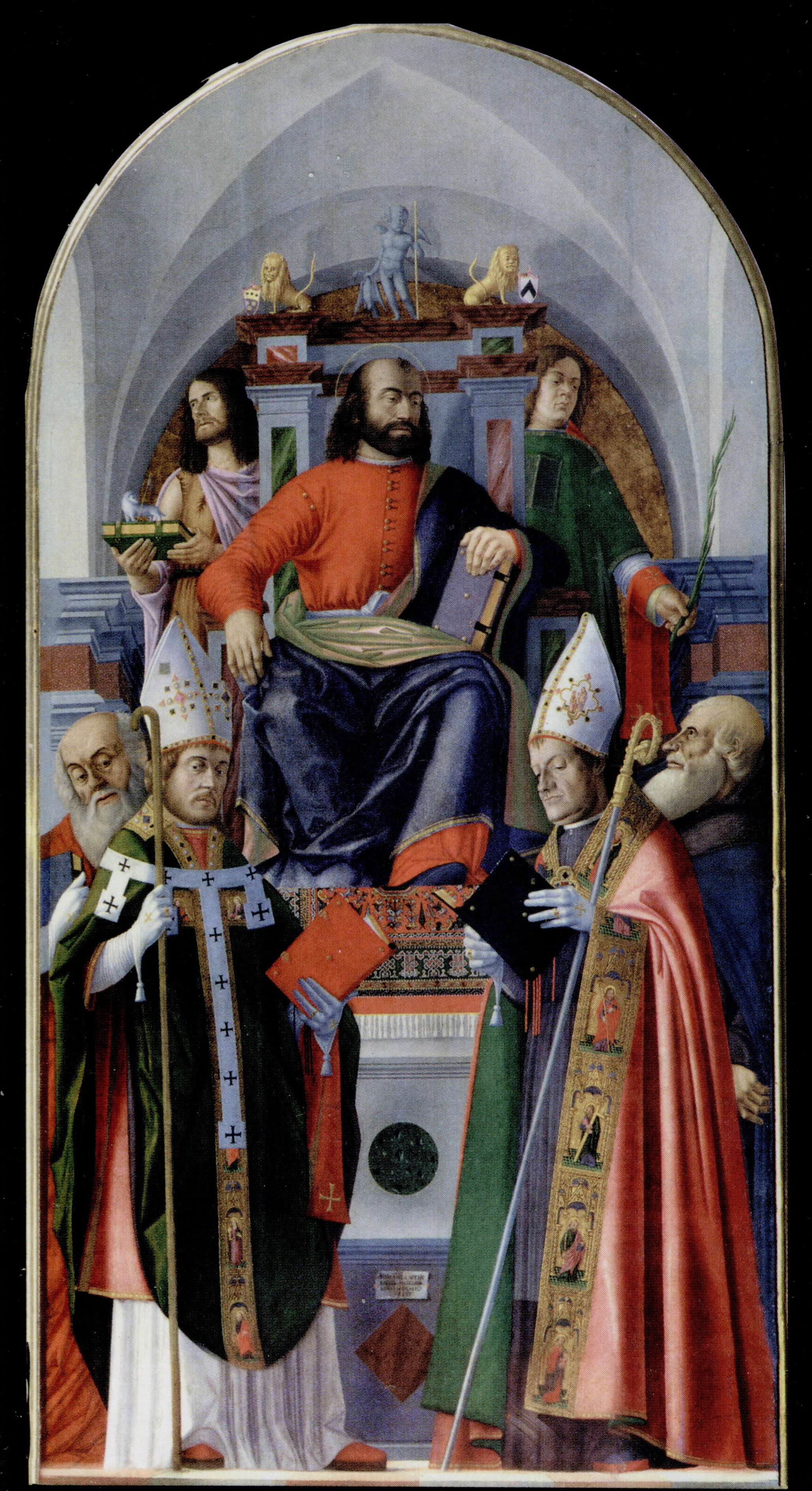
Giovanni Martini, Saint Marc et saint Jean-Baptiste, avec les saints Étienne, Jérôme, Ermacore et Antoine abbé, et le Bx Bertrand.

La première chapelle à gauche est dédiée à saint Marc l'Évangéliste, patron de la république de Venise. Elle a été construite vers la fin du XVe siècle par Antonio Loredan, lieutenant du Frioul, et par le Conseil d'Udine, mais a été restructurée et modifiée en 1720 par Giorgio Massari pour prendre son aspect baroque actuel. Sur la base, sont représentées en haut-relief les figures de saint Marc l'évangéliste, saint Sébastien et saint Roch.
Le retable, intitulé Saint Marc et saint Jean-Baptiste, avec les saints Étienne, Jérôme, Ermacore et Antoine abbé, et le bienheureux Bertrand est l'une des principales œuvres du peintre d'Udine de la Renaissance italienne, Giovanni Martini. Le retable, datant de la première chapelle, a été peint en 1501 et est signé par l'artiste. Le tableau est certainement déjà achevé et installé le 12 juillet 1501 lorsque, dans une lettre du doyen du chapitre de la cathédrale d'Udine, Giacomo Gordino, au patriarche d'Aquilée Domenico Grimani, l'œuvre de Giovanni Martini est très critiquée pour l'apparence martial donnée à saint Marc où, probablement, il faut reconnaitre le portrait du lieutenant Antonio Loredan.
La prédelle de l'autel présente au centre une Madonna della Salute, une icône avec la Vierge à l'Enfant ; le tableau jouit toujours d'une grande dévotion populaire, même s'il conserve peu de l'original, car il a été restauré plusieurs fois de manière sommaire au cours des siècles. Deux petits tableaux de Domenico Ruggeri complètent la prédelle à droite et à gauche de l'icône ; le premier avec les Saints Roch et Sébastien et le second avec les Saints Lucie et Omobono.
Sur le mur gauche de la chapelle, qui repose sur la façade intérieure de la cathédrale, sont disposées deux grandes toiles de Maffeo Verona, peintre maniériste de la fin du XVIIe siècle. La première représente Le mariage de la Vierge, et la seconde La mort de saint Joseph.
La décoration du plafond est d'Andrea Urbani.

#### Chapelle Saint-Joseph

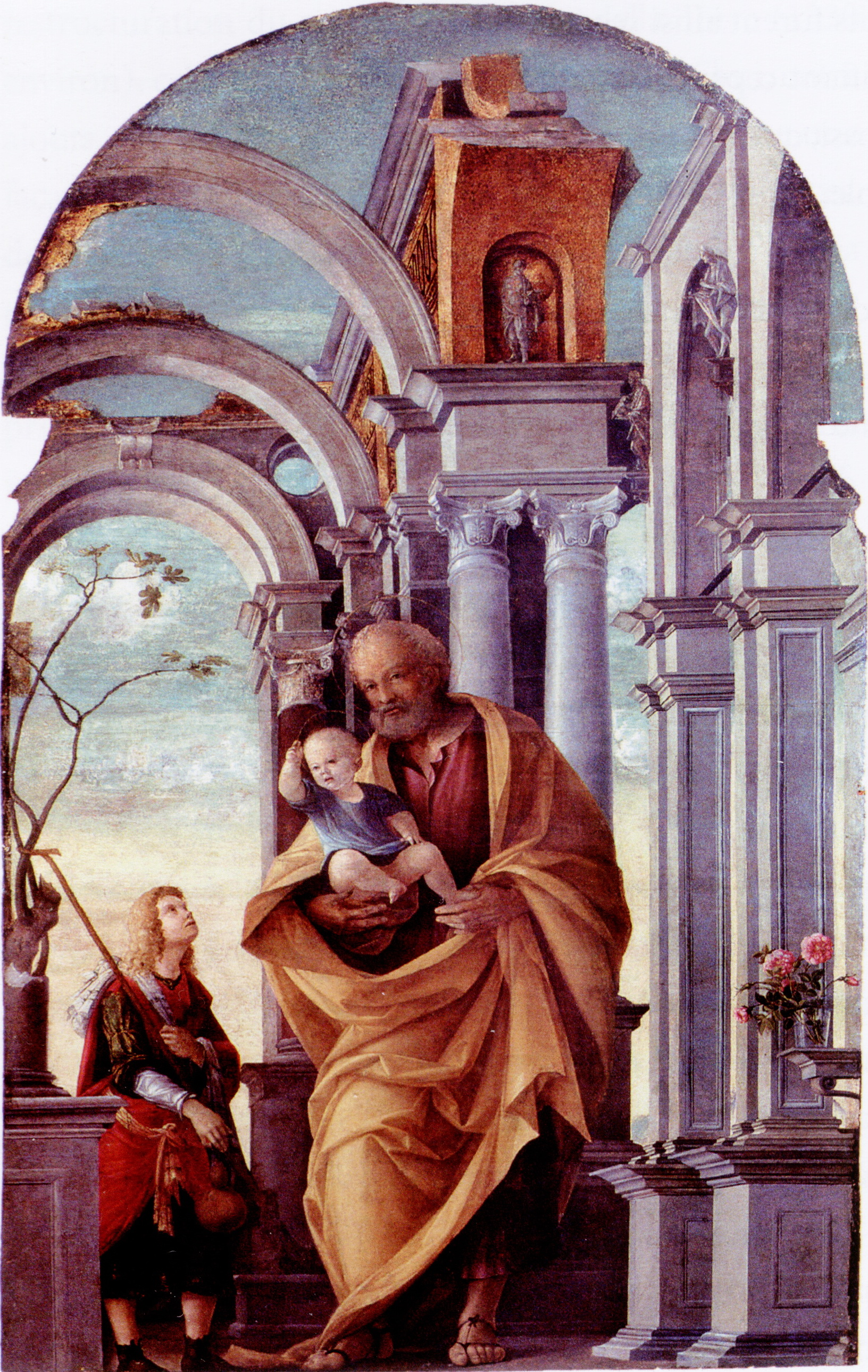
Pellegrino San Daniele, retable de la chapelle Saint-Joseph, Saint Joseph avec l'enfant Jésus dans ses bras.

La chapelle est construite en 1500 sur commande du concile d'Udine comme un vœu à saint Joseph pour obtenir la protection contre les incursions des Turcs, qui ont dévasté le Frioul l'année précédente.
Le retable qui orne l'autel, Saint Joseph avec l'enfant Jésus dans ses bras, est l'œuvre de Pellegrino da San Daniele. Le dévot dans une attitude suppliante est considéré comme l'autoportrait du peintre. La peinture a été considérablement modifiée par les restaurations subies au fil des ans.
Dans la prédelle, les deux scènes sont aussi les œuvres de Pellegrino da San Daniele : La fuite en Égypte et L'adoration.
Le corps du bienheureux Bertrand de Saint-Geniès, patriarche d' Aquilée, est placé sous l' autel de la chapelle depuis 1971.

#### Chapelle Notre-Dame de la Divine Providence
La construction de la chapelle est commandée à Francesco Fusconi et son fils Giovanni le 4 avril 1720 par les confréries de San Nicolò di Rauscedo et San Girolamo degli Schiavoni ; elle est à l'origine dédiée aux deux saints.
Les statues des anges qui dominent l'autel sont l'œuvre de Giuseppe Torretto, ainsi que le bas-relief à la base de l'autel avec la représentation de Saint Nicolas offrant l'aumône à un mendiant et de saint Jérôme en prière.
À la place du retable se trouve le tableau de la Madone de la Divine Providence, une copie du XVe siècle de celle vénérée dans la basilique Sainte-Marie-Majeure à Rome, connue sous le nom de salus populi romani. Il est installé le 8 septembre 1789 par la volonté de la confrérie des tailleurs.

#### Chapelle des reliques

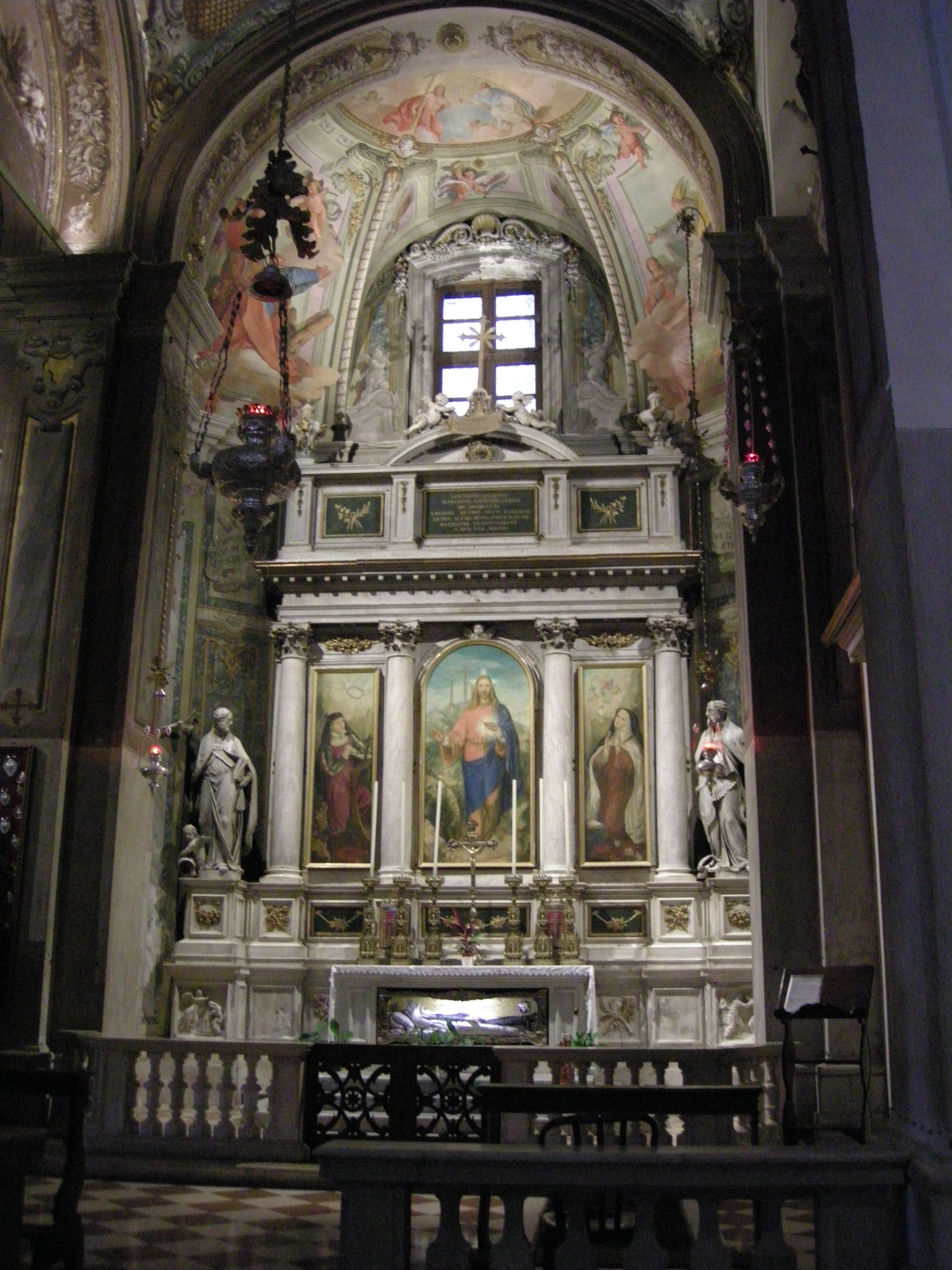
Autel de la chapelle des reliques.

L'autel de la chapelle des reliques est un projet de l'architecte Francesco Riccati, qui a transformé et adapté l'ancien autel dédié à la Madone de Reggio.
La base avec les statues du pape Saint Grégoire et de l'évêque Saint Quirin est l'œuvre de Giovanni Bonazza, tandis que les bas-reliefs avec l'Annonciation et la Visite à Sainte Elisabeth sont de Giuseppe Torretto.
Le triptyque placé sur l'autel, œuvre du peintre Fred Pittino, représente :
- Sainte Thérèse de l'Enfant Jésus (à gauche) ;
- le Sacré-Cœur de Jésus (au centre) ;
- la Bienheureuse Elena Valentinis (à droite).

Le corps de la bienheureuse Elea Valentinis, tertiaire augustinienne d'Udine, née en 1396 et décédée en 1458, se trouve sous la table d'autel. Le masque qui recouvre le visage et les mains est l'œuvre du sculpteur Max Piccini.
Les fresques des voûtes de la chapelle sont de Pietro Antonio Novelli ; dans la partie supérieure figure la Trinité, tandis que dans la partie inférieure sont peints les patrons et protecteurs de la ville d'Aquilée et du Patriarcat: saint Felice, le Bienheureux Bertrand de Saint-Geniès, saint Hermagore et saint Fortunato à droite ; saint Pierre apôtre, saint Marc l'évangéliste, saint Pie Ier pape et saint André apôtre à gauche.
Le crucifix en bois sur le mur de droite, bel exemple de crucifix italo-rhénan, date probablement du XVe siècle ; il était autrefois placé au centre de l'iconostase de l'abside du chœur.

#### Chapelle de la Sainte Trinité

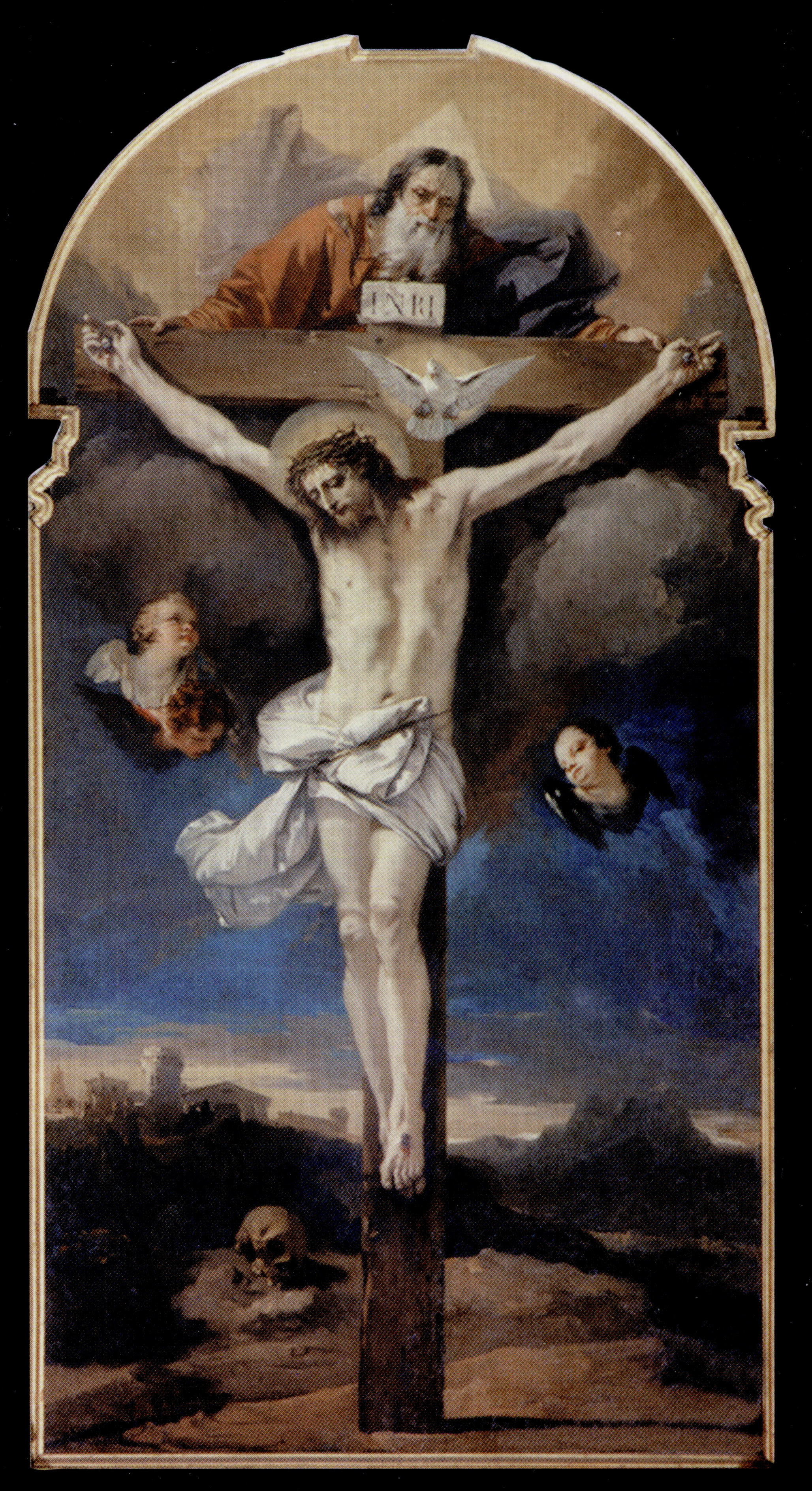
Tiepolo, Trinité.

La chapelle est la première à droite après l'entrée ; elle a été commandée par le cardinal Daniele Delfino, patriarche d'Aquilée. L'autel est l'œuvre de Francesco et Simone Perioto, tandis que le retable, qui représente la Trinité, est de Giambattista Tiepolo (1738).
Sur le côté de la chapelle, deux œuvres de Pomponio Amalteo, étaient anciennement des portes d'orgue ; elles représentent la Guérison à la piscine de Béthesda et la résurrection de Lazare.
Cette fois aussi, la chapelle est décorée de fresques par Urbani : Justice, Tempérance, Prudence sont représentées, ainsi que quelques scènes bibliques comme Abraham agenouillé écoutant la voix de Dieu, Moïse en prière sur le mont Oreb, Ange qui porte un charbon ardent à la bouche d'Isaïe et le baptême de Jésus.

#### Chapelle des saints Hermagore et Fortunato
Le patriarche Daniele Delfino décide de construire la chapelle à ses frais et confie la construction de l'autel à Francesco et Simone Perioto. Le retable qui orne l'autel est l'œuvre de Giovambattista Tiepolo (1736) et représente les saints Hermagore et Fortunato, protomartyrs d'Aquilée et patrons du patriarcat.
Les documents contemporains permettent de déduire que le sujet et le cadre du tableau ont été directement suggérés par le patriarche Delfino, qui a demandé à Tiepolo de s'en tenir à celui, toujours existant, de Cesare Vecellio conservé dans l'église San Vito de Pieve di Cadore pour la représentation des saints. La partie la plus originale et la plus caractéristique de l'œuvre est mise en valeur dans le paysage en arrière-plan.
La décoration de la voûte est encore l'œuvre d'Urbani, mais c'est de loin sa réalisation la plus importante :le dôme est peint avec une perspective centrale, d'où l'on voit descendre un ange avec une palme et une couronne de laurier, symboles du martyre et de la gloire.

#### Chapelle des saints Jean-Baptiste et Eustache
La chapelle dédiée aux saints Jean-Baptiste et Eustache était à l'origine située dans le chœur et a été construite par la famille Arcoloniani. Elle a été déplacée, ainsi que la tombe, lors de la rénovation du XVIIIe siècle, et les armoiries de la famille ont été placées sur l'autel.
Le retable représentant les saints Jean-Baptiste et Eustache est l'œuvre de Francesco Fontebasso : Jean-Baptiste est debout, tandis que saint Eustache est agenouillé ; derrière lui se trouve un cerf avec un crucifix entre les bois.
Les évangélistes Marc, Matthieu, Luc et Jean, et les prophètes David, Moïse, Jérémie et Ézéchiel, sont peints sur la voûte, et pour conclure l'Agnus Dei.

#### Chapelle du Saint-Sacrement

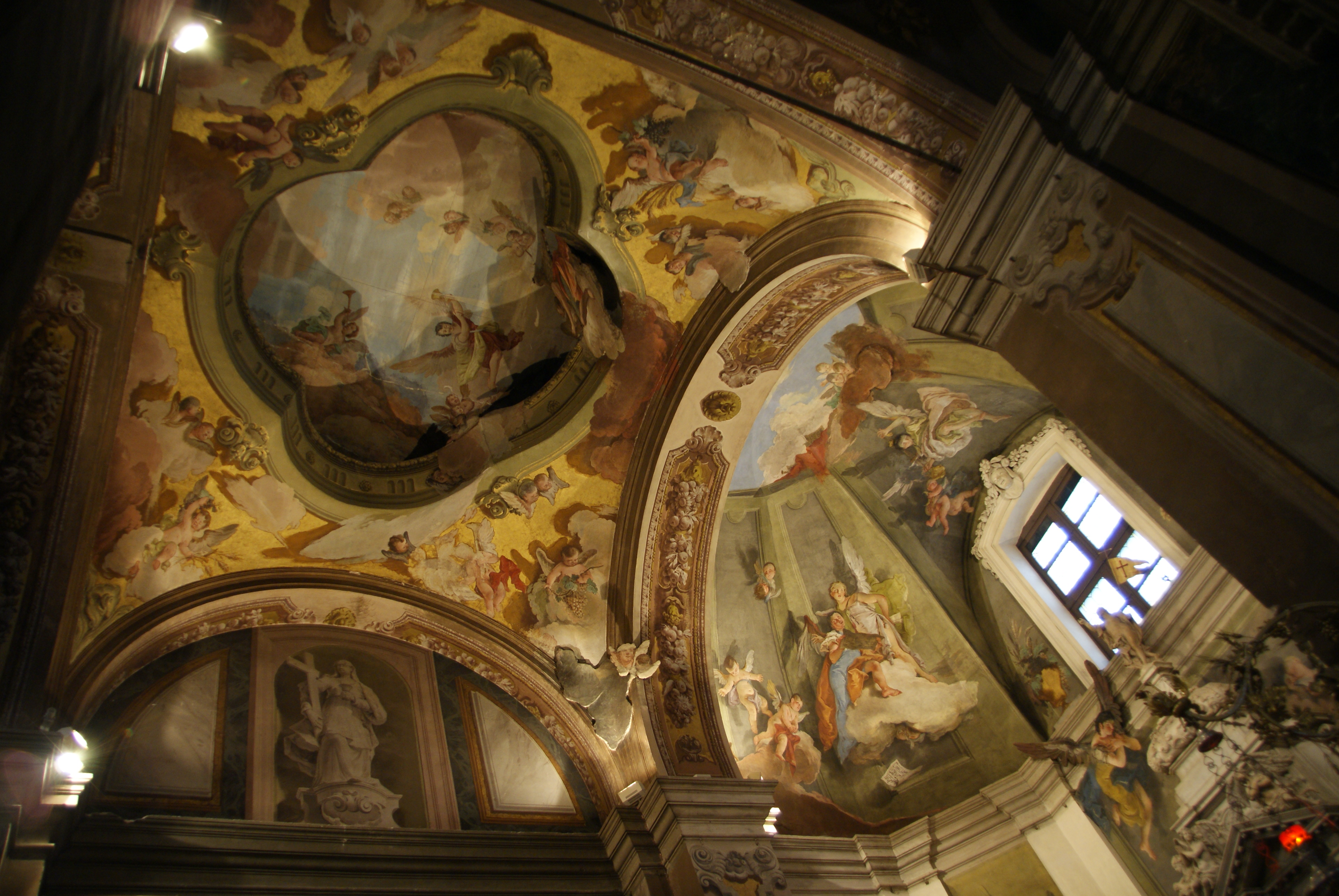
Fresques au plafond et dans l'abside de la chapelle du Saint-Sacrement.

Les fresques monochromes du mur du fond ont été peintes par le peintre vénitien Giambattista Tiepolo en 1726. Le peintre vénitien a représenté le Sacrifice d'Isaac à gauche et l'Apparition de l'Ange à Abraham à droite. Au-dessus, les Anges chanteurs sont représentés en raccourci.
Le panneau représentant la Résurrection est aussi l'œuvre de Tiepolo. Les anciennes portes de l'orgue nord avec l'Expulsion des marchands du Temple peinte par Pomponio Amalteo sont accrochées aux murs.

### Orgues
Les deux orgues disposées sur les côtés de la nef datent du XVIe siècle. Celui du cornu epistolae (mur nord-ouest), par Vincenzo De Columbi da Casale Monferrato, à partir de 1549, puis refait par Francesco Dacci en 1758, et celui du cornu evangeli (mur nord-est) par Pietro Nacchini en 1745, ont des décorations sur les portes qui sont exemplaires de la Renaissance vénitienne.
Les portes originales de celui du cornu evangeli, aujourd'hui perdues, ont été fabriquées par Andrea Bellunello ; les portes actuelles sont l'œuvre de Le Pordenone en 1528, avec des histoires des saints Hermagore et Fortunato, patrons de la ville d'Udine. Les peintures représentent :
- Saint Hermagore baptise les quatre vierges d'Aquilée ;
- Saint Hermagore devant le préfet Sébaste ;
- Saint Hermagore rend visite à Alessandra en prison ;
- Flagellation de saint Hermagore ;
- Le préfet Sébaste prononce la condamnation à mort des saints  Hermagore et Fortunato ;
- Saints Hermagore et Fortunato conduits au tombeau.

Le dernier panneau à droite et le dernier à gauche sont cependant des copies du XVIIIe siècle ; les originaux sont conservés dans la sacristie. Les portes de l'orgue en cornu evangeli ont été peintes à l'origine par Pellegrino da San Daniele ; elles sont aujourd'hui conservées aux Musées Civiques ; celles visibles aujourd'hui sont l'œuvre de Francesco Floriani et Giovanni Battista Grassi ; elles datent de 1556. Francesco Floreani a représenté Jésus guérit un malade, Épiphanie, Jésus parmi les docteurs, Jésus guérit un paralytique, et Giovanni Battista Grassi la Nativité, la Circoncision et l'Annonciation.

### Chœur

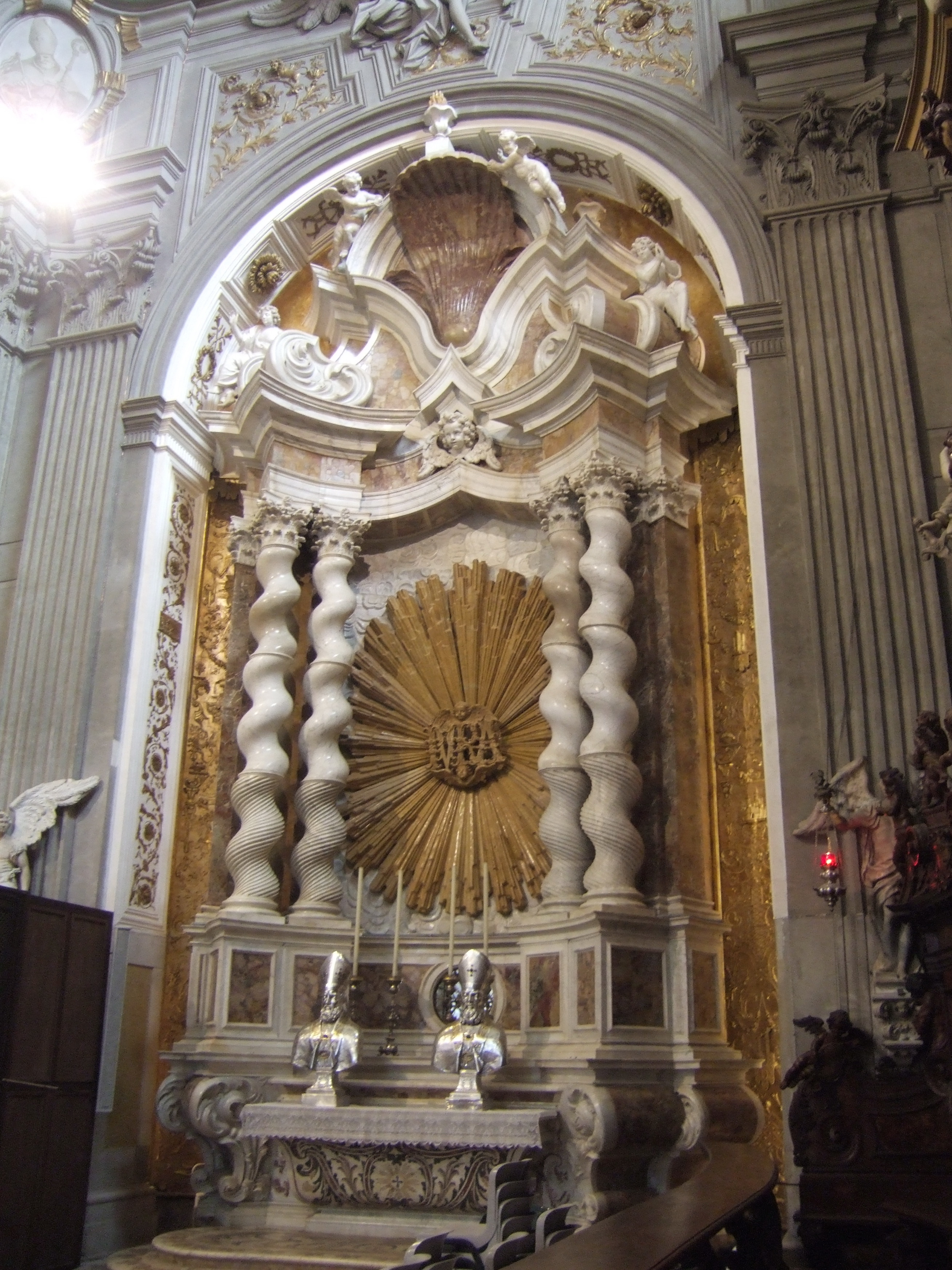
Autel au Nom de Marie.

Le maître-autel du chœur est l'œuvre de Giuseppe Torretto et est dominé par les statues de la Vierge et de l'Archange Gabriel représentés au moment de l'Annonciation ; ils sont considérés parmi les œuvres majeures de l'artiste, compte tenu de la solennité des personnages. Sous la table de l'autel, figure  le bienheureux Bertrand de Saint-Geniès mortellement blessé.
Sur les côtés de l'autel, l'ange de droite est également de Torretto, tandis que celui de gauche est l'ouvrage de l'un de ses collaborateurs. L'autel est précédé de deux majestueux candélabres en marbre.
Deux autres autels sont placés sur les côtés ; le premier est dédiée au Nom de Jésus et le second au Nom de Marie. Ce sont des projets de l'architecte baroque Giuseppe Pozzo, actif entre la fin du XVIIe et le milieu du XVIIIe siècle. Les anges sont l'œuvre d'Orazio Marinali.
Deux stalles en bois avec des sièges sont installés pour accueillir les dignitaires ecclésiastiques et civils lors des cérémonies religieuses. Le patriarche et les autres évêques de la province métropolitaine d'Aquilée prenaient place sur celui de gauche, tandis que celui de droite était réservé au lieutenant vénitien et à son entourage.
Sur la stalle réservée aux autorités ecclésiastiques figurent des compositions sculpturales qui font allusion aux tâches et devoirs des prêtres :
- Un ange apporte un charbon ardent à la bouche d'Isaïe ;
- Moïse fait jaillir l'eau du rocher ;
- David joue de la harpe ;
- Moïse en prière sur le mont Horeb ;
- Moïse transporte l'Arche d'alliance à Jérusalem ;
- Élie réveillé par l'ange.

Les scènes représentées sur la stalle réservée aux autorités civiles visent à réaffirmer que la sagesse est nécessaire à la bonne gouvernance, tandis que la bêtise conduit à la mauvaise gouvernance :
- La mère du Verbe, siège de la Sagesse ;
- Judith et Holopherne ;
- Rachel et Léa ;
- Sagesse ;
- Esther et Assuérus ;
- La folie trompant les sentiments de Salomon

Toutes les sculptures en bois des deux stalles sont parmi les meilleures créations des sculpteurs sur bois vénitiens et frioulans entre les XVIIe et XVIIIe siècles du fait du raffinement minutieux de la composition et du modelage. Selon des documents contemporains, il s'agit d'œuvres de Francesco Picchi d'Udine et du vénitien Matteo Calderini, artistes dont d'autres œuvres ne sont pas connues. Sur la base de considérations stylistiques et aussi de la comparaison avec les croquis existants dans le séminaire patriarcal de Venise, certains chercheurs, dont Someda de Marco, ont avancé l'hypothèse qu'elles sont l'œuvre du grand sculpteur Andrea Brustolon, au moins en ce qui concerne la conception.

#### Mausolées

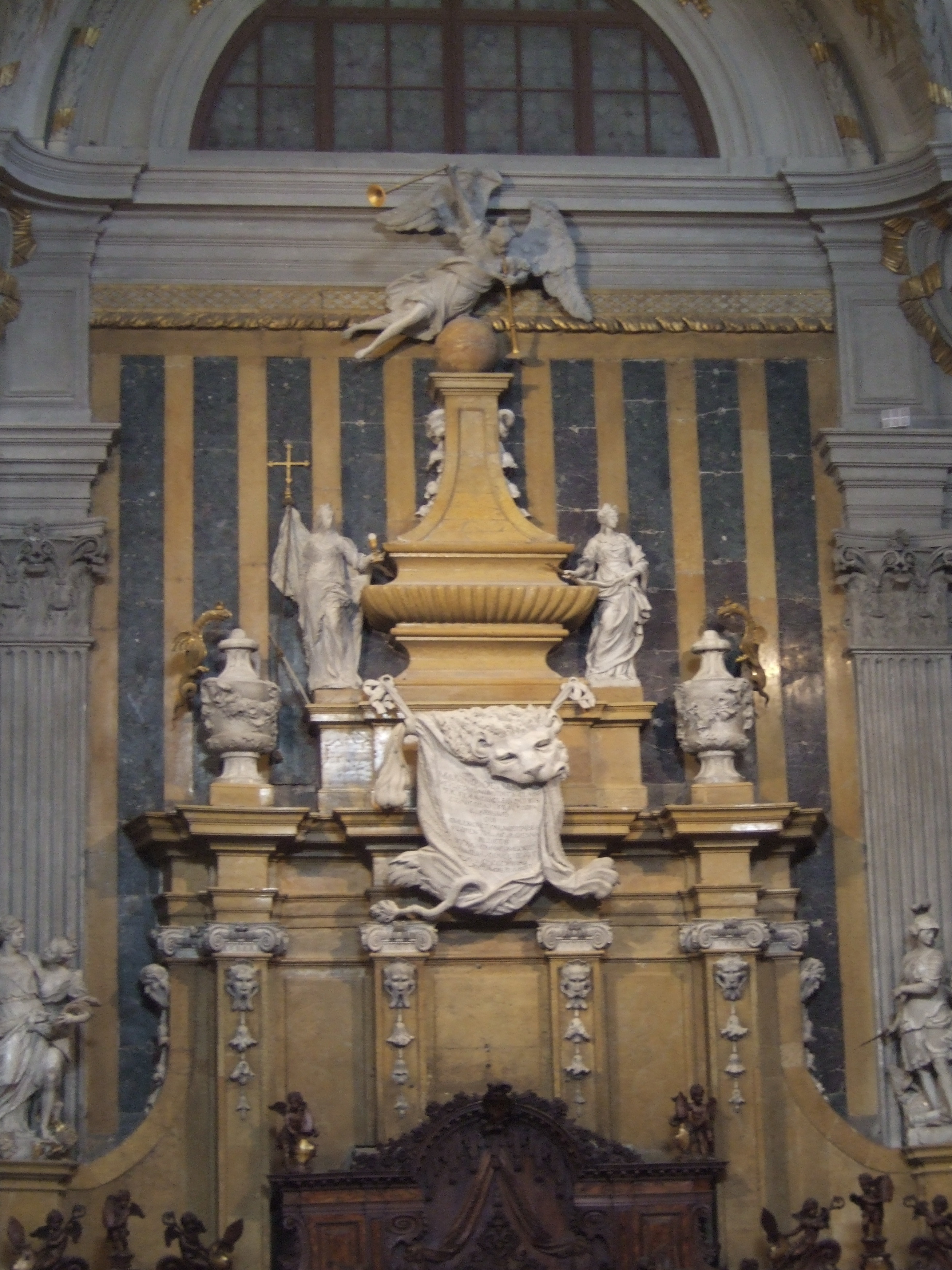
Mausolée de gauche.

Derrière chacune des deux stalles se trouvent les mausolées de la famille Manin, la famille d'Udine qui a financé la rénovation du chœur. Tous deux ont été conçus par Domenico Rossi avec la collaboration de Giuseppe Torretto, qui a également eu la tâche de superviser la composition des statues qui les ornent. Certaines d'entre elles sont l'œuvre de Torretto, d'autres de son atelier ; elles ont pour fonction de célébrer la splendeur, la puissance et la magnanimité de la république de Venise.
Sur le mausolée gauche, dans la partie inférieure, le groupe de l'Opulence de la république de Venise avec la fertilité de sa terre, est personnifiée par deux femmes, la première avec de nombreux bijoux et un lion à ses pieds, la seconde avec des produits agricoles ; le groupe de la Force militaire de la République et de sa sage administration est représenté par deux jeunes filles, la première avec une épée, une armure et un trophée d'armes, l'autre assise avec un livre volumineux à ses pieds. Les deux groupes sont l'œuvre de Torretto. Au sommet se trouvent deux autres figures, œuvre d'Antonio Corradini, représentant une jeune femme voilée figurant la Foi chrétienne de la République, tandis que la seconde a une étoile sur le front et représente le Pouvoir de la République.
En partie basse du mausolée de droite se trouve le groupe de la Magnanimité de la République avec les peuples vaincus, personnifiée par une jeune femme à l'épée placée au fourreau embrassant une autre fille sur le front, représentant le peuple vaincu ; sur le côté opposé se trouve le groupe de la Correspondance du commerce de la République, où une femme tient une chaîne, nouée autour du cou d'une autre qui est à côté d'elle. Les deux groupes ont été réalisés par Pietro Baratta, sur le modèle de celles de Torretto. Sur la partie supérieure, l'Equité de la République est représentée par une femme avec une balance et des pièces de monnaie à la main, placée devant la statue de la Tranquillité de la République, une figure féminine tenant un globe terrestre dans sa main. Ces deux œuvres sont attribuées à Tommaso Bonazza.
Au-dessus de chaque mausolée se trouvent deux vases, sur lesquels reposent des dragons, symbole de fidélité et de vigilance.

#### Crypte
Du chœur, un escalier descend vers la crypte, en cours de réaménagement. Y sont disposés le tombeau de l'archevêque Alfredo Battisti, de l'évêque Lucio Soravito De Franceschi et de l'archevêque Pietro Brollo.

### Sacristie
La disposition actuelle de la sacristie a été conçue et exécutée par Luca Andreoli en 1776 . Elle se compose de trois grandes salles.

#### Salle des tâches
Deux panneaux due Pordenone, qui faisaient auparavant partie de la balustrade du chœur de l'orgue in cornu epistolae, y sont exposés, Saint Hermagore baptise les quatre vierges d'Aquilée Thecla, Eufemia, Erasma et Dorotea et Les saints Hermagore et Fortunato sont portés au tombeau.
Les autres œuvres présentes sont :
- Les Noces de Cana de Giovanni Battista Grassi ;
- Jésus guérit un malade de Giovanni Battista Grassi ;
- Vierge à l'Enfant de Palma le Jeune ;
- Isaac bénit Jacob ouvrage attribué à Frans Hals ;
- Crucifix avec la Vierge, saint Jean, la Madeleine et saint Biagio de Giovambattista Tiepolo.

#### Salle des chanoines
La salle s'appelle ainsi parce que les membres du chapitre s'y réunissaient. Elle est ornée de fresques de Pietro Antonio Novelli, tandis que les décorations sont de Giuseppe Morelli. La fresque du plafond est intitulée L'Église rend hommage à la Foi avec les évangélistes Matthieu, Marc, Luc et Jean.

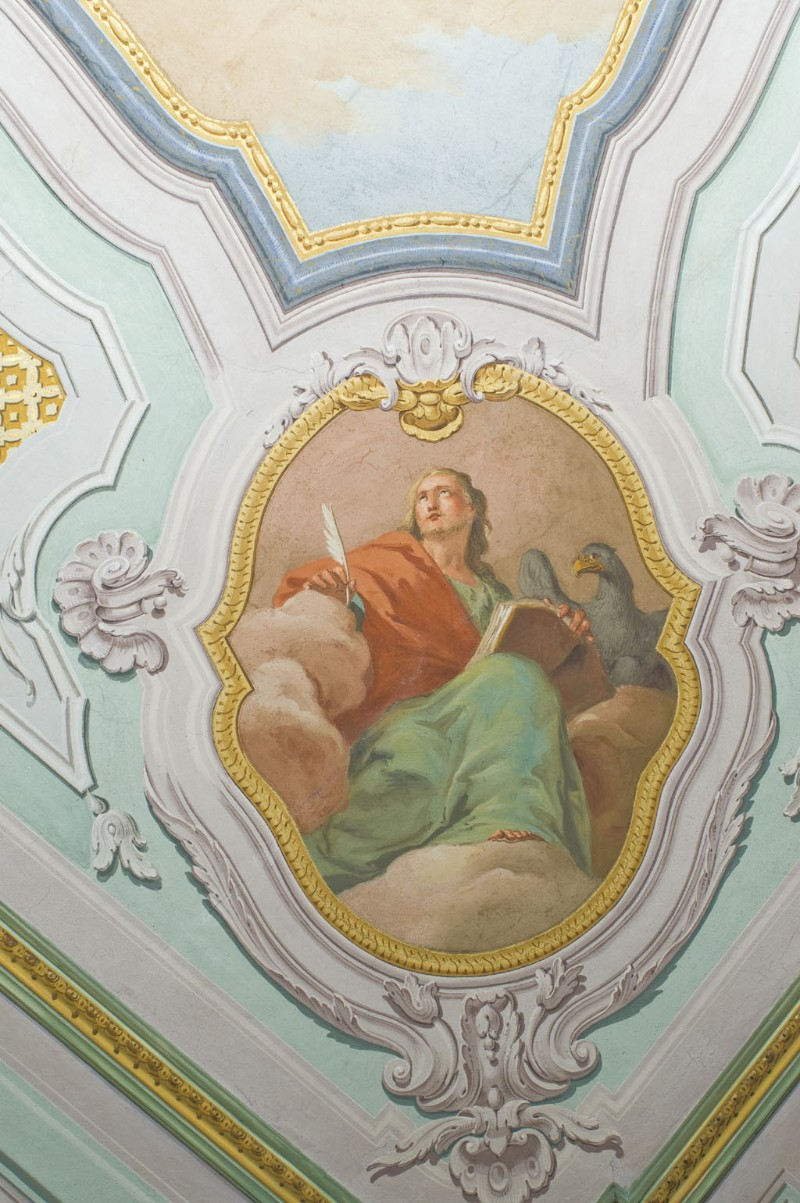
Saint Jean évangéliste
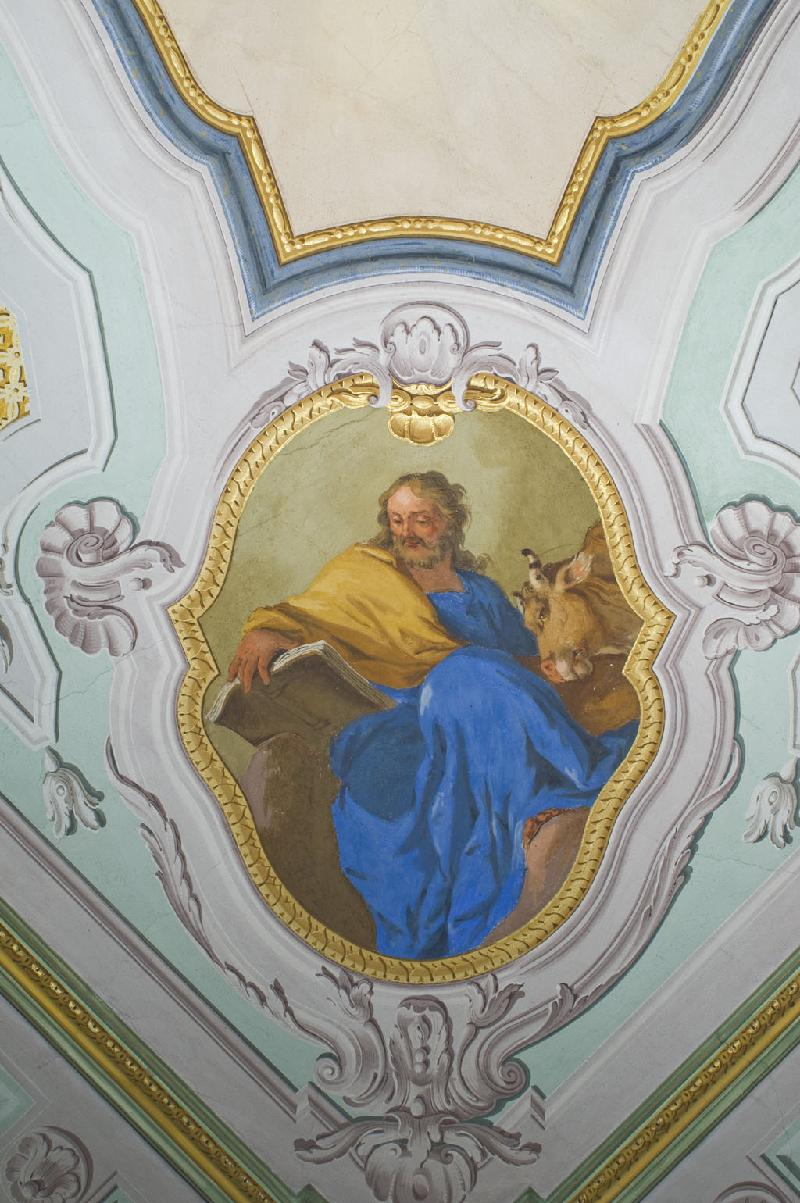
Saint Luc évangéliste
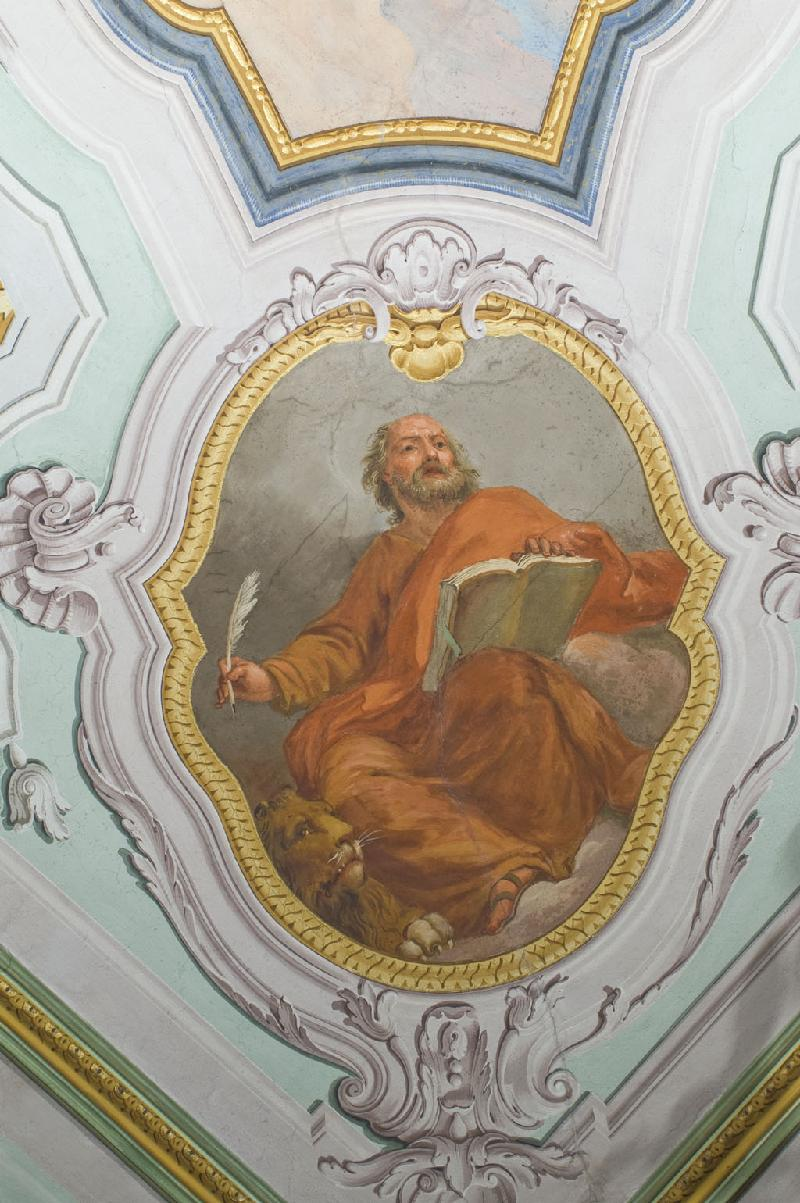
Saint Marc évangéliste
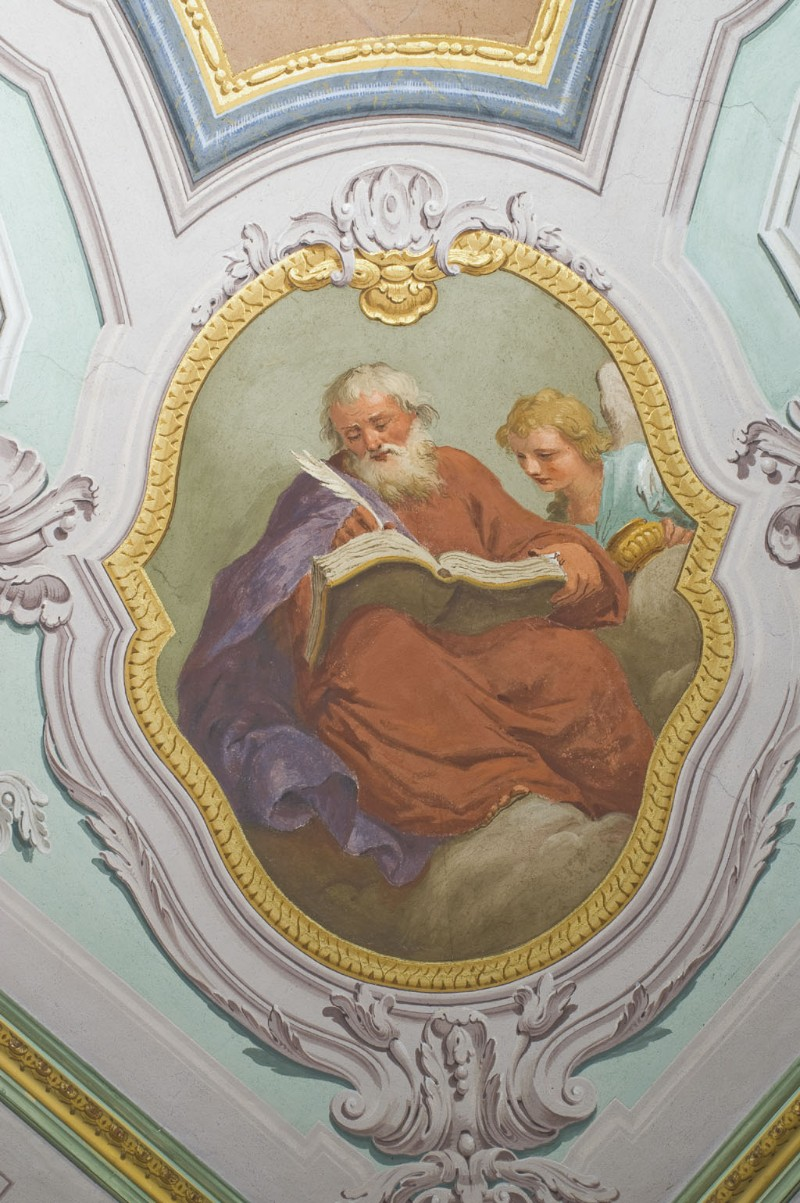
Saint Matthieu évangéliste

Sur les murs sont peintes à fresque par Novelli, huit scènes avec les principaux événements du Patriarcat d'Aquilée :
| Image | Titre |
| ----- | --- |
|       | Saint Pierre consacre saint Hermagore évêque d'Aquilée                                                                       |
|       | Saint Valeriano dans la basilique d'Aquilée préside un conseil d'évêques                                                     |
|       | Saint Chromace prêche dans la basilique d'Aquilée                                                                            |
|       | Charlemagne lit une pastorale du patriarche Paolino                                                                          |
|       | Le patriarche Poppon d'Aquilée rend public un décret en faveur du chapitre d'Aquilée                                         |
|       | Le patriarche Bertrand dispense la charité aux pauvres                                                                       |
|       | Le patriarche Francesco Barbaro préside le synode provincial de 1596                                                         |
|       | Le pape Benoît XIV décide la suppression du patriarcat d'Aquilée et établit les sièges des archevêques d'Udine et de Gorizia |

Il y a aussi une statue en marbre de l'Assomption, œuvre du Torretto, et les bustes des patriarches Dionisio et Daniele Dolfin avec des inscriptions en pierre.
La troisième salle est le vestiaire.

## Musée de la cathédrale
L'entrée du musée de la cathédrale est située à la base du campanile.

### Chapelle Saint-Nicolas

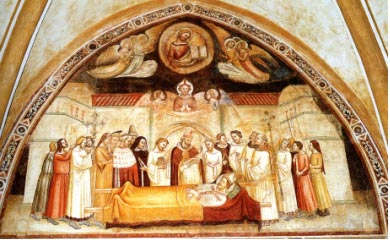
Vitale da Bologna, Funérailles de saint Nicolas.

La chapelle conserve les peintures les plus anciennes du Duomo, datant du XIVe siècle, dont certaines ont été réalisées par Vitale da Bologna. Malheureusement, certaines sont très endommagées.
La chapelle a été construite vers 1330 et lors des transformations du XVIe siècle, elle a été incorporée à la chapelle adjacente du Corps du Christ afin de former un seul environnement ; la structure originale a été restaurée en 1953.
Sur le mur de droite, des histoires de la vie de saint Nicolas de Myre ont été peintes par Vitale da Bologna lors de son séjour à Udine (1348-1349), avec en haut, en partant de la gauche, le Rédempteur entouré d'anges, Saint Nicolas en gloire, les Funérailles de Saint Nicolas. Quelques miracles attribués au saint sont représentés en dessous : Enfant tombé à la mer pendant la tempête, qui est sauvé et rendu à ses parents, Enfant kidnappé et mis dans de la saumure, Paysan et juif devant le juge, Paysan tué par une charrette et ressuscité. Cette dernière fresque est très abîmée, aujourd'hui réduite à l'état de fragment et presque illisible.
Sur le mur du fond, dans la partie supérieure, sont représentés saint Nicolas, saint Antoine abbé, saint Christophe et deux saints non identifiés. Le Christ Pantocrator avec d'autres personnages est très fragmentaire et difficile à lire. Ces fresques sont l'œuvre de Vitale da Bologna et de son atelier.
Sur le socle du mur du fond sont représentés saint François, sainte Claire, la Vierge avec l'Enfant Jésus, sainte Catherine d'Alexandrie, l'arrestation de sainte Lucie, Lucie devant le roi. L'auteur a travaillé immédiatement après la construction de la chapelle et a été fortement influencé par l'art de la région germanique.
Sur le mur gauche en partie haute sont représentés, saint Nicaise, une Vierge en majesté avec l'Enfant Jésus, saint Éloi, œuvres d'un artiste anonyme du XIVe siècle.
Le long de la base sont représentés saint Jacques de Zébédée, saint Jean l'évangéliste, le Couronnement de la Vierge, saint Jean Baptiste, saint Pierre, saint Blaise, dont on pense que l'auteur est le même qui a peint la partie inférieure du mur gauche.

### Chapelle du Corps du Christ
Sur le mur du fond, le long de la base, il y a des fresques avec les figures de saint Jacques et d'un autre saint non identifié. Au-dessus se trouve une grande composition du XIVe siècle, très endommagée et presque complètement disparue, qui représente l'enfance du Christ, son sacrifice et sa glorification. Du tableau, il ne reste que la figure de la Vierge à l'Enfant, qui vacille sur les genoux de sa mère, les restes d'une Crucifixion et un clypeus avec Dieu le Père et quelques anges.
Sur le mur de gauche se trouvent le sceau de la tombe du patriarche Nicolas de Luxembourg et deux inscriptions en marbre, provenant de l'église Santa Lucia, aujourd'hui désacralisée et dédiée à la bienheureuse Elena Valentinis, dont le corps a été transféré à la cathédrale en 1845.
Le musée conserve une croix pectorale très précieuse qui contient des fragments d'os du diacre et martyr Césaire de Terracina et de saint Félix de Valois. Cette croix a été donnée à Monseigneur Emmanuele Lodi, évêque d'Udine de 1819 à 1845, par Ferdinand Ier (empereur d'Autriche) le 19 septembre 1844 et offerte par l'évêque lui-même à l'autel des saints Hermagore et Fortunato, patrons du diocèse et de la ville d'Udine.

## Source
- (it) Cet article est partiellement ou en totalité issu de l’article de Wikipédia en italien intitulé « Cattedrale di Udine » (voir la liste des auteurs).